# 1-叠氮丙烷
1-叠氮丙烷是一种有机化合物，化学式为C3H7N3。它可由1-溴丙烷和叠氮化钠在H2O-THF中回流反应得到。它可用于合成三唑类化合物，如和丙炔反应，得到1-丙基-4-甲基-1H-1,2,3-三唑；和乙酰乙酸乙酯反应，得到1-丙基-5-甲基-1H-1,2,3-三唑-4-甲酸乙酯。